# Itoku Tagaya
Itoku Tagaya (多賀谷 伊徳, Tagaya Itoku) est un peintre abstrait japonais du XXe siècle, né le 1er avril 1918 et mort le 24 avril 1995.

## Biographie
Dès 1932, il prend part à l'Exposition Internationale de Tokyo avec des œuvres faisant référence à la peinture moderne occidentale.
À partir de 1950, il figure dans de nombreuses expositions de groupe, notamment à plusieurs reprises au Musée d'art moderne de Tokyo, et régulièrement à la Biennale de cette même ville, ainsi qu'à Paris au Salon des réalités nouvelles en 1954 et 1955, et aussi au Salon Comparaisons en 1960.
Il réalise de nombreuses expositions de ses œuvres, notamment à Tokyo à partir de 1952, puis à New York en 1953 et Paris en 1953, 1954, 1966 et 1970.
Il pratique une abstraction de caractère désormais international.